# Borassodendron machadonis
Borassodendron machadonis là loài thực vật có hoa thuộc họ Arecaceae. Loài này được (Ridl.) Becc. mô tả khoa học đầu tiên năm 1914.

## Hình ảnh

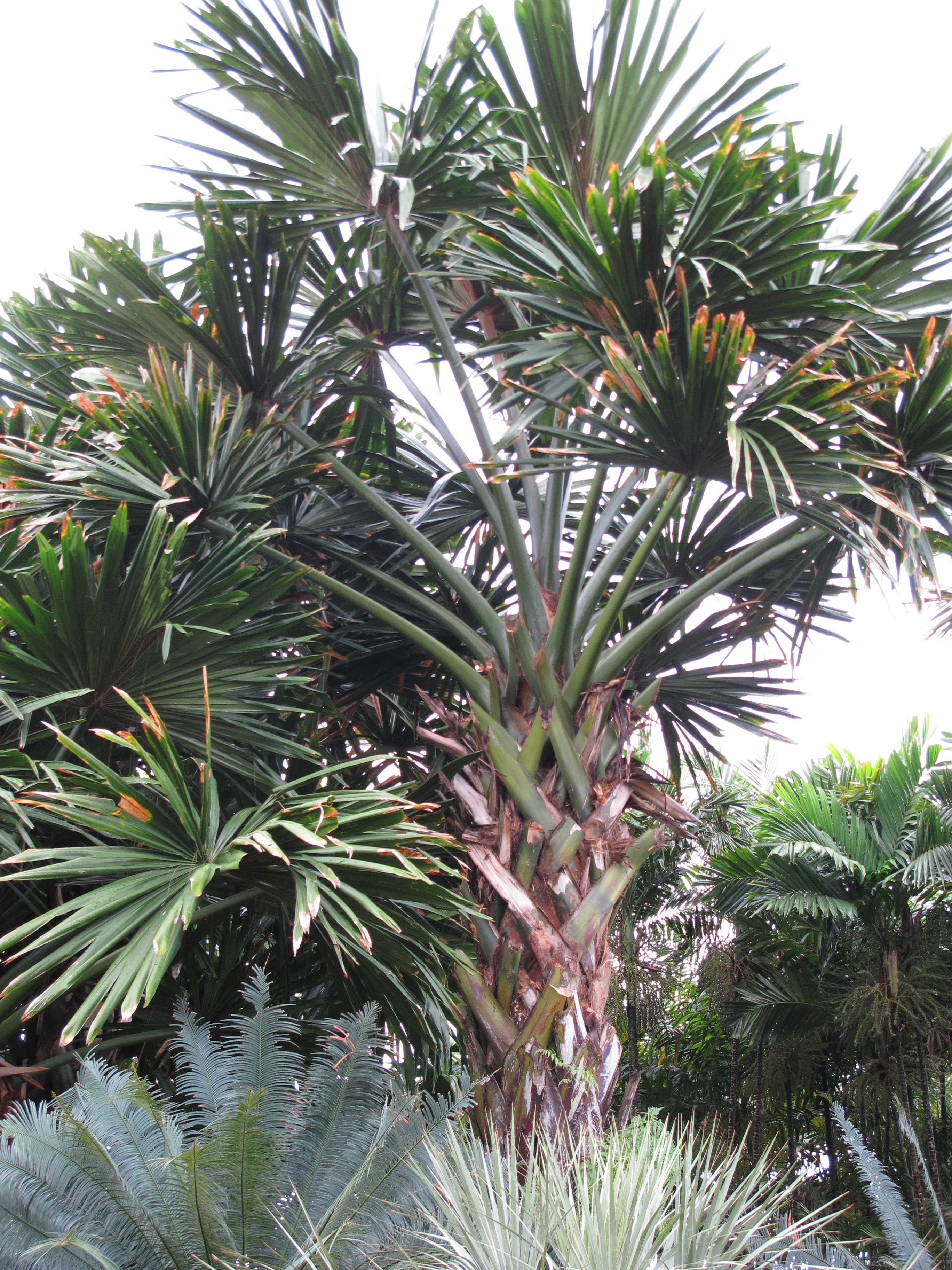